# Caitá
Caitá é um distrito do município brasileiro de São Mateus do Sul, no estado do Paraná.